# Suqailabiyya
As-Suqailabiyya (arabisch السقيلبية, DMG as-Suqailabiyya), teilweise auch Suqailabiyya und im örtlichen Dialekt Sqailbiyya, ist eine syrische Stadt im Gouvernement Hama. Die Stadt hatte 2010 nach Berechnungen aufgrund früherer Daten geschätzt 18.825 Einwohner. Die Mehrheit der Bewohner sind Christen, die vor allem der Griechisch-Orthodoxen Kirche von Antiochien angehören.

## Geschichte

### Antike
Suqailabiyya wurde in der Antike als Seleucia (altgriechisch Σελεύκεια) gegründet. Der Name geht auf Seleukos I. Nikator, einen Feldherrn im Gefolge Alexanders des Großen und späteren Gründer des Seleukidenreiches, zurück. Die Stadt erhielt aufgrund der Nähe zum Belus-Massiv den Beinamen „ad Belum“ und wurde bekannt als Seleucobelos oder Seleucopolis (arabisch سلوقوبيلوس). Nur wenige Kilometer von der seleukidischen Metropole Apameia entfernt gehörte die Siedlung zu deren erweitertem, dicht besiedeltem Umland.
Seleucobelos profitierte wirtschaftlich vor allem von seiner günstigen Lage am Fluss Orontes, der als Handelsweg zwischen den Küstenmetropolen wie Laodicea (dem heutigen Latakia) und dem Landesinneren diente.

### Wiederbesiedelung in der Moderne
Das moderne Suqailabiyya geht nach Angaben aus einer Handschrift eines Scheichs namens Abdallah Said ungefähr auf das Jahr 1800 zurück, arabische Forscher gehen aber eher von der Mitte des 19. Jahrhunderts aus, das Jahr 1840 wird als am wahrscheinlichsten genannt. Die Siedler stammten hauptsächlich aus einem Bergdorf namens Ayn al-Kurum und wurden mit der Zeit durch weitere Zuzügler aus den Dörfern Mardasch, Aanab, Dibasch, Arnaba sowie Qal’at al-Mudiq (dem früheren Apameia) ergänzt.
Im Gegensatz zum antiken Seleucobelos, das auf der Westseite des Orontes im Nordwesten von Apameia lag, liegt die heutige Siedlung einige Kilometer weiter südöstlich auf der Ostseite des Flusses.

### Im Bürgerkrieg seit 2011
Im Bürgerkrieg in Syrien gilt die Stadt als Hochburg der Unterstützer für die Regierung der Baath-Partei von Baschar al-Assad, aber auch der Syrischen Sozialen Nationalistischen Partei (SSNP). Hier befindet sich ein Stützpunkt der syrischen Armee. Am 16. März 2013 stellten christliche Bewohner zur Verteidigung der Stadt gegen islamistische Kräfte die Miliz Quwat al-Ghadab („Kräfte des Zorns“) auf, die an der Seite der Republikanischen Garde gegen die Rebellen zum Einsatz gekommen ist.
Seit das nahe gelegene Idlib am 27. März 2015 unter Kontrolle der islamistischen Al-Nusra-Front geriet, gab es wiederholt Angriffe auf Suqailabiyya, wo mehrheitlich antiochenisch-orthodoxe Christen leben. Am 12. Mai 2019 beschossen Islamisten der Miliz Hayat Tahrir al-Sham vom Rebellengebiet Idlib aus gezielt die orthodoxe Peter-Paul-Kirche von Suqailabiyya mit Granaten, wodurch in der dortigen Sonntagsschule fünf Kinder und eine Lehrerin starben (eines der fünf Kinder erlag nach sechs Tagen seinen Verletzungen).